# Ali Salem Tamek
Ali Salem Tamek (in arabo علي سالم تامك‎?; Assa, 24 dicembre 1973) è un attivista sahrāwī con cittadinanza marocchina, sostenitore dell'autodeterminazione per i sahrāwī nel Sahara Occidentale occupato.

## Biografia
Ali Salem Tamek è originario, come Mohamed Elmoutaoikil, di Assa, piccola città nel sud del Marocco. È uno dei più espliciti dissidenti Saharawi sotto l'amministrazione marocchina.
È stato incarcerato cinque volte per attività nazionalista, licenziato dal suo lavoro, e per un lungo periodo di tempo il suo passaporto è stato confiscato, per la sua restituzione fu organizzato un comitato anche in ragione delle sue condizioni di salute. La riconsegna del passaporto ha permesso un espatrio in Europa di tre mesi per cure mediche. Durante il soggiorno europeo ha avuto un'audizione per una indagine conoscitiva presso la Camera dei deputati nella terza commissione "AFFARI ESTERI E COMUNITARI Comitato permanente sui diritti umani" come Presidente dei comitati di sostegno agli attivisti saharawi per i diritti umani nelle zone occupate del Sahara occidentale.

### I primi arresti
Nel 1993 fu arrestato per la prima volta con un gruppo di amici durante un tentativo di espatrio sulla frontiera fra Marocco ed Algeria. Fu condannato a cinque anni ridotti successivamente ad uno con la motivazione: di attentato alla sicurezza interna dello stato e tentativo di raggiungere il Fronte Polisario.
Il 24 novembre 1997 tentò un secondo espatrio attraverso il Muro Marocchino nella provincia di Dakhla. Dopo un mese di detenzione fu rilasciato per le pressioni delle organizzazioni internazionali dei diritti umani.
Fu arrestato il 26 agosto 2002 a Rabat mentre cercava di ottenere la cancellazione della pena precedente. Voleva presentarsi candidato alle elezioni legislative nel partito Sinistra Socialista Unificata, che raggruppava, fra gli altri, vittime di epurazioni e detenzione politica.
Nel 2003 fu condannato e incarcerato per "aver minato la sicurezza interna del paese" come capo della sezione Saharawi dell'organizzazione in difesa dei Diritti umani Verità e Giustizia. Per questo è stato adottato da Amnesty International come prigioniero di coscienza.
Il governo del Marocco lo accusa di essere un agente del Fronte Polisario, egli ha ammesso di sostenere l'obiettivo del movimento,  ovvero il referendum deciso dalle Nazioni Unite per sancire l'indipendenza del territorio occupato al fine di completare la decolonizzazione. Tamek auspica un Sahara Occidentale indipendente identicamente alla Repubblica Democratica Araba dei Sahraui, un governo in esilio che amministra le aree controllate nel Sahara Occidentale dal Polisario e nei campi dei rifugiati Saharawi intorno a Tindouf in Algeria.
Mentre era in prigione ha fatto numerosi scioperi della fame, nel 2003 è stato molto vicino alla morte prima di essere rilasciato per un perdono reale. La sua salute è rimasta instabile dopo questo evento. È stato obiettivo di una ostile campagna di stampa in Marocco ed ha avuto forti preoccupazioni per le minacce e le molestie verso di lui e la famiglia. Sua moglie, Aicha Chafia, nel 2005 ha dichiarato di essere stata violentata da cinque uomini che ha identificato come agenti di sicurezza marocchini. Le autorità, inoltre hanno rifiutato di riconoscere il nome della figlia della coppia: ثورة (Thawra). Il nome ha il significato di rivoluzione in Arabo. Ad oggi non è stata inserita nei registri dello stato civile.

### Il processo dei 14 attivisti Saharawi
Attualmente è incarcerato nella Prigione nera in seguito alla condanna ad otto mesi nel processo svoltosi a El Aaiún il 14 dicembre 2005 con l'accusa di partecipazione ed istigazione ad atti criminali, costituzione di una banda criminale col fine di commettere crimini, posa di una carica esplosiva nella pubblica strada. In carcere ha intrapreso più scioperi della fame.
Il Parlamento Europeo ha chiesto il suo immediato rilascio in una risoluzione dell'ottobre 2005.
Prima e dopo il processo Amnesty International e Human Rights Watch hanno pubblicato rapporti esprimendo preoccupazioni sul fatto che Ali Salem Tamek e gli altri attivisti Saharawi non hanno goduto di un giudizio equo, e che andavano considerati prigionieri di coscienza.
È stato pubblicato il 22 aprile 2006 a seguito di un pardon reale che ha coinvolto 46 prigionieri imprigionati nel 2005 in seguito alla intifada per l'indipendenza.
Il 19 novembre è uscito dal Sahara Occidentale ed è sbarcato in Sudafrica.

### La sua attività politica
Ha fondato con altri la sezione Sahara Occidentale del Forum Verità e Giustizia nel giugno 2000 ed è stato fra i più attivi nel preparare i documenti costitutivi a El Aaiùn.
Ha coordinato il progetto, e stilato i documenti e lo statuto, del comitato per la liberazione di Sidi Mohammed Daddach e di tutti i prigionieri politici saharawi nel 2001.
Dopo i due tentativi di espatrio clandestino ha scelto di rimanere in patria ed in Marocco per lottare dall'interno. Ha sempre affermato di non far parte del Fronte Polisario, pur condividendone gli obiettivi che si rifanno al progetto di transizione proposto dalle Nazioni Unite.